# General Ocampo megye
General Ocampo egy megye Argentína északnyugati részén, La Rioja tartományban. Székhelye Villa Santa Rita de Catuna.

## Népesség
A megye népessége a közelmúltban a következőképpen változott:
| Év   | Lakosság |
| ---- | -------- |
| 2001 | 7326     |
| 2010 | 7145     |